# Mongoloraphidia mazeppa
Mongoloraphidia mazeppa är en halssländeart som först beskrevs av H. Aspöck och U. Aspöck 1972.  Mongoloraphidia mazeppa ingår i släktet Mongoloraphidia och familjen ormhalssländor. Inga underarter finns listade i Catalogue of Life.